# Rafael Rojas Gutiérrez
Rafael Rojas Gutiérrez (Santa Clara, 1965) es un historiador y ensayista cubano residente en México. 

## Biografía
Su abuelo, el Dr. Amador Rojas Pérez, fue médico y profesor. Su padre, el Dr. Fernando Rojas Ávalos, fue Rector de la Universidad de La Habana entre 1980 y 1992. 
Rojas es licenciado en Filosofía por la Universidad de La Habana y doctor en Historia por El Colegio de México. A partir de 1996 fue profesor e investigador del Centro de Investigación y Docencia Económicas (CIDE) de la Ciudad de México y ha sido profesor visitante en las universidades de Princeton, Yale, Columbia y Austin. En 2018 fue nombrado miembro de número de la Academia Mexicana de la Historia (silla 11) y en 2019 se incorporó como profesor e investigador del Centro de Estudios Históricos de El Colegio de México. 
Es autor de más de veinte libros sobre historia intelectual y política de América Latina, México y Cuba. Recibió el premio Matías Romero por su libro Cuba mexicana. Historia de una anexión imposible (2001), el premio Anagrama de Ensayo por Tumbas sin sosiego. Revolución, disidencia y exilio del intelectual cubano (2006) y el premio Isabel de Polanco por Las repúblicas de aire. Utopía y desencanto en la Revolución de Hispanoamérica (2009).

## Obras
- El arte de la espera (Madrid, Colibrí, 1998)
- Isla sin fin (Miami, Ediciones Universal, 1998)
- José Martí: la invención de Cuba (Madrid, Colibrí, 2000)
- Un banquete canónico (México D.F., FCE, 2001)
- Cuba Mexicana. Historia de una anexión imposible (México D.F., SRE, 2001)
- La escritura de la independencia. El surgimiento de la opinión pública en México (México D.F., Taurus, 2003)
- La política del adiós (Miami, Ediciones Universal, 2003)
- Tumbas sin sosiego. Revolución, disidencia y exilio del intelectual cubano (Barcelona, Anagrama, 2006)
- Motivos de Anteo. Patria y nación en la historia intelectual de Cuba (Madrid, Colibrí, 2008)
- Essays in Cuban Intellectual History (Palgrave Macmillan, 2008)
- El estante vacío. Literatura y política en Cuba (Barcelona, Anagrama, 2009)
- Las repúblicas de aire. Utopía y desencanto en la Revolución de Hispanoamérica (Madrid, Taurus, 2009)
- La máquina del olvido. Mito, historia y poder en Cuba (México D.F., Taurus, 2012)
- La vanguardia peregrina. El escritor cubano, la tradición y el exilio (México D.F., FCE, 2013)
- Los derechos del alma. Ensayos sobre la querella liberal-conservadora en Hispanoamérica (México D.F., Taurus, 2014)
- Historia mínima de la Revolución Cubana (México D.F./ Madrid, El Colegio de México/ Turner, 2015)[1]
- Fighting Over Fidel. The New York Intellectuals and the Cuban Revolution (Princeton University Press, 2015)
- Traductores de la utopía. La Revolución Cubana y la Nueva Izquierda de Nueva York (México D.F., FCE, 2016)
- La polis literaria. El boom, la Revolución y otras polémicas de la Guerra Fría (Madrid/ Ciudad de México, Taurus, 2018)
- Viajes del saber. Ensayos sobre lectura y traducción (Leiden, Almenara, 2018)
- Los libros de la derrota. Revolución, contrarrevolución y exilio en México. 1910-1920 (Ciudad de México, SEP/ Academia Mexicana de la Historia, 2020)
- El árbol de las revoluciones. Ideas y poder en América Latina (Madrid, Turner, 2021)
- La epopeya del sentido. Ensayos sobre el concepto de Revolución en México. 1910-1940 (Ciudad de México, El Colegio de México, 2022)
- Breve historia de la censura y otros ensayos sobre arte y poder en Cuba (Querétaro, Rialta, 2023)
- Combates por la historia en la Guerra Fría latinoamericana (Ciudad de México, SEP/ AMH, 2024)
- La historia como arma. Los intelectuales latinoamericanos y la Guerra Fría (Ciudad de México, Siglo XXI, 2025)

## Premios y distinciones
- Matías Romero por su libro Cuba mexicana. Historia de una anexión imposible (2001).
- Premio Anagrama de Ensayo por Tumbas sin sosiego. Revolución, disidencia y exilio del intelectual cubano (2006).[2]
- El I Premio de Ensayo Isabel de Polanco con su libro Las repúblicas de aire. Utopía y desencanto en la revolución hispanoamericana (2009).[3][4]